# يوغويمبورت أس دي بي أر
يوغويمبورت-أس دي بي أر (بالصربية: Југоимпорт–СДПР)‏ هي شركة تصنيع أسلحة مملوكة للدولة الصربية بالإضافة إلى شركة وسيطة لاستيراد وتصدير المعدات المتعلقة بالدفاع . ويقع مقرها الرئيسي في بلغراد ، ولها مرافق إنتاج في فيليكا بلانا ، وكورشومليا ، وأوزيتشي ، وبانسيفو .